# سرخس الجرف القوقازي
سرخس الجرف القوقازي (الاسم العلمي: Woodsia caucasica) هي نوع من السراخس يتبع جنس السرخس الجرف من فصيلة السراخس الجرف.